# Flaujac-Gare

Flaujac-Gare este o comună în departamentul Lot din sudul Franței. În 2009 avea o populație de 90 de locuitori.

## Evoluția populației
| An        | 1975 | 1982 | 1990 | 1999 | 2006 | 2009 |
| --------- | ---- | ---- | ---- | ---- | ---- | ---- |
| Populație | 74   | 65   | 72   | 70   | 86   | 90   |